# NXT Cruiserweight Championship
O NXT Cruiserweight Championship (em português: Campeonato de Pesos-Médios do NXT) foi um título de luta livre profissional pertencente a WWE, sendo disputado pelos lutadores com até 205 libras (93 quilos) dos programas NXT, NXT UK e 205 Live. Ele foi introduzido em 14 de setembro de 2016 como prêmio para o vencedor do WWE Cruiserweight Classic, uma competição entre 32 lutadores que visava achar o melhor lutador peso-médio do mundo. O título partilha o mesmo nome o título original, criado pela World Championship Wrestling em 1991; contudo este não partilha a mesma história de reinados. O título foi aposentado em 4 de janeiro de 2022 quando Carmelo Hayes derrotou Roderick Strong para unificar o título ao NXT North American Championship, com Hayes reconhecido como o último campeão.

## História
O Cruiserweight Classic, foi um torneio de luta livre profissional produzido pela WWE e transmitido pelo WWE Network para lutadores com até 205 libras (93 quilos). As qualificatórias ocorreram em várias promoções independentes, incluindo Revolution Pro Wrestling, Progress Wrestling e Evolve. Ao todo, 32 lutadores se classificaram para competir no torneio, além de outros seis lutadores serem classificados como substitutos. As gravações ocorreram em quatro dadas diferentes: 23 de junho de 2016, 14 de julho de 2016, 27 de julho de 2016 e 3 de agosto de 2016. A competição foi exibida semanalmente entre 13 de julho e 14 de setembro, quando as semifinais e final foram transmitidas ao vivo.
Os finalistas do torneio foram T.J. Perkins e Gran Metalik. Originalmente, o vencedor iria receber apenas um troféu e ser coroado com o primeiro vencedor do Cruiserweight Classic. No entanto, antes do combate final começar, Triple H anunciou que o vencedor também seria coroado como o primeiro campeão dos pesos-médios para a nova divisão de pesos-médios do Raw. Perkins derrotou Metalik para se tornar no campeão inaugural.
Em outubro de 2019, o título foi compartilhado entre 205 Live e NXT e foi renomeado para NXT Cruiserweight Championship, e foi estendido para o NXT UK em janeiro de 2020.
O título compartilha seu nome com o Cruiserweight Championship original, que se originou na World Championship Wrestling em 1991 e que foi aposentado em 2007. O novo campeonato, no entanto, não compartilha a mesma história deste novo título.

## Reinados
| #           | Ordem de reinados na história                    |
| Reinado     | O número de reinados de cada lutador             |
| Localização | A cidade em que o título foi conquistado         |
| Evento      | O evento em que o título foi conquistado.        |
| —           | Usados para o tempo em que o título estava vago. |
| +           | Indica o reinado atual.                          |

| Nº | Lutador          | Reinado | Data                   | Dias com o título | Dias contados pela WWE | Local                        | Evento                               | Notas | Ref.          |
| -- | ---------------- | ------- | ---------------------- | ----------------- | ---------------------- | ---------------------------- | ------------------------------------ | --- | ------------- |
| 1  | T.J. Perkins     | 1       | 14 de setembro de 2016 | 46                | 45                     | Winter Park, Flórida         | WWE Cruiserweight Classic            | Derrotou Gran Metalik na final do Cruiserweight Classic. | [ 3 ]         |
| 2  | Brian Kendrick   | 1       | 30 de outubro de 2016  | 30                | 30                     | Boston, Massachusetts        | Hell in a Cell (2016)                | | [ 6 ]         |
| 3  | Rich Swann       | 1       | 29 de novembro de 2016 | 61                | 60                     | Colúmbia, Carolina do Sul    | 205 Live                             | Esse foi o episódio inaugural do 205 Live. | [ 7 ]         |
| 4  | Neville          | 1       | 29 de janeiro de 2017  | 197               | 196                    | San Antonio, Texas           | Royal Rumble (2017)                  | | [ 8 ]         |
| 5  | Akira Tozawa     | 1       | 14 de agosto de 2017   | 6                 | 5                      | Boston, Massachusetts        | Raw                                  | | [ 9 ]         |
| 6  | Neville          | 2       | 20 de agosto de 2017   | 35                | 35                     | Brooklyn, Nova Iorque        | SummerSlam (2017)                    | | [ 10 ]        |
| 7  | Enzo Amore       | 1       | 24 de setembro de 2017 | 15                | 15                     | Los Angeles, Califórnia      | No Mercy (2017)                      | | [ 11 ]        |
| 8  | Kalisto          | 1       | 9 de outubro de 2017   | 13                | 12                     | Indianápolis, Indiana        | Raw                                  | Foi uma luta lumberjack. | [ 12 ]        |
| 9  | Enzo Amore       | 2       | 22 de outubro de 2017  | 93                | 92                     | Minneapolis, Minnesota       | TLC: Tables, Ladders & Chairs (2017) | | [ 13 ]        |
| —  | Vago             | —       | 23 de janeiro de 2018  | —                 |                        | —                            | —                                    | O título foi declarado vago após Amore ser demitido por conta de alegações de agressão sexual feitas publicamente contra ele. | [ 14 ]        |
| 10 | Cedric Alexander | 1       | 8 de abril de 2018     | 181               | 180                    | Nova Orleãs, Luisiana        | WrestleMania 34                      | Derrotou Mustafa Ali na final de um torneio para conquistar o título vago. | [ 15 ]        |
| 11 | Buddy Murphy     | 1       | 6 de outubro de 2018   | 183               | 183                    | Melbourne, Austrália         | WWE Super Show-Down                  | | [ 16 ]        |
| 12 | Tony Nese        | 1       | 7 de abril de 2019     | 77                | 77                     | East Rutherford, Nova Jérsei | WrestleMania 35                      | | [ 17 ]        |
| 13 | Drew Gulak       | 1       | 23 de junho de 2019    | 108               | 108                    | Tacoma, Washington           | WWE Stomping Grounds                 | Foi uma luta Triple Threat também envolvendo Akira Tozawa. | [ 18 ]        |
| 14 | Lio Rush         | 1       | 9 de outubro de 2019   | 63                | 63                     | Winter Park, Flórida         | NXT                                  | | [ 19 ]        |
| 15 | Angel Garza      | 1       | 11 de dezembro de 2019 | 45                | 44                     | Winter Park, Flórida         | NXT                                  | | [ 20 ]        |
| 16 | Jordan Devlin    | 1       | 25 de janeiro de 2020  | 439               | 438                    | Houston, Texas               | Worlds Collide                       | Foi uma luta Fatal Four-Way também envolvendo Isaiah "Swerve" Scott e Travis Banks | [ 21 ]        |
| —  | Santos Escobar   | 1       | 27 de maio de 2020     | 321               | 313                    | Winter Park, Flórida         | NXT                                  | Devido à proibição de viagens como resultado da pandemia do COVID-19 , um campeão interino foi coroado até que o atual campeão Jordan Devlin , que reside no Reino Unido, possa retornar aos Estados Unidos. El Hijo del Fantasma derrotou Drake Maverick nas finais de um torneio para se tornar o campeão interino. No episódio de 10 de junho, Fantasma se desmascarou e mudou o seu nome de ringue para Santos Escobar. A WWE reconhece o reinado de Escobar como começando em 3 de junho de 2020, data em que a luta foi transmitida. | [ 22 ] [ 23 ] |
| 17 | Kushida          | 1       | 13 de abril de 2021    | 161               | 160                    | Orlando, Flórida             | NXT                                  | | [ 24 ]        |
| 18 | Roderick Strong  | 1       | 21 de setembro de 2021 | 105               | 105                    | Orlando, Flórida             | NXT 2.0                              | | [ 25 ]        |
| 19 | Carmelo Hayes    | 1       | 04 de janeiro de 2022  | <1                | <1                     | Orlando, Flórida             | New Year's Evil                      | Esta foi uma luta de unificação do título, na qual Hayes também defendeu o NXT North American Championship. | [ 26 ]        |
| —  | Unificado        | —       | 04 de janeiro de 2022  | —                 | —                      | —                            | —                                    | Carmelo Hayes derrotou Roderick Strong para unificar o NXT Cruiserweight Championship ao NXT North American Championship. O Cruiserweight Championship foi aposentado com Hayes como campeão norte-americano. | [ 26 ]        |

## Reinados combinados

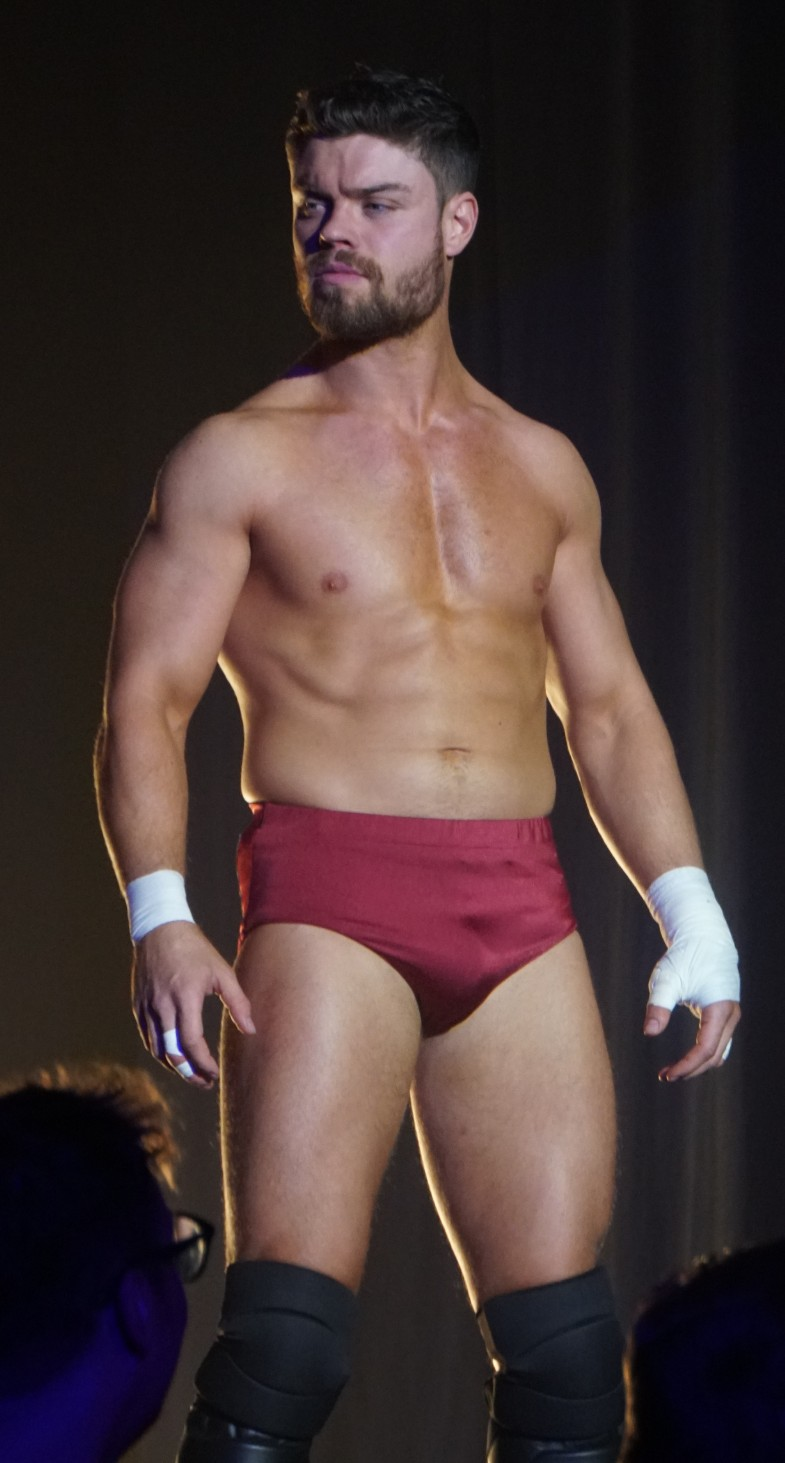
Jordan Devlin, o detentor do maior reinado da história do título.

| Pos. | Campeão          | Nº de reinados | Dias combinados | Dias combinados contados pela WWE |
| ---- | ---------------- | -------------- | --------------- | --------------------------------- |
| 1    | Jordan Devlin    | 1              | 439             | 438                               |
| 2    | Santos Escobar   | 1              | 321             | 313                               |
| 3    | Neville          | 2              | 232             | 231                               |
| 4    | Buddy Murphy     | 1              | 183             | 183                               |
| 5    | Cedric Alexander | 1              | 181             | 180                               |
| 6    | Kushida          | 1              | 161             | 160                               |
| 7    | Enzo Amore       | 2              | 108             | 107                               |
| 7    | Drew Gulak       | 1              | 108             | 108                               |
| 9    | Roderick Strong  | 1              | 105             | 105                               |
| 10   | Tony Nese        | 1              | 77              | 77                                |
| 11   | Lio Rush         | 1              | 63              | 63                                |
| 12   | Rich Swann       | 1              | 61              | 60                                |
| 13   | T.J. Perkins     | 1              | 46              | 45                                |
| 14   | Angel Garza      | 1              | 45              | 44                                |
| 15   | Brian Kendrick   | 1              | 30              | 30                                |
| 16   | Kalisto          | 1              | 13              | 12                                |
| 17   | Akira Tozawa     | 1              | 6               | 5                                 |
| 18   | Carmelo Hayes    | 1              | <1              | <1                                |